# ديريك براينت (لاعب كرة قاعدة)
ديريك براينت (بالإنجليزية: Derek Bryant)‏ هو لاعب كرة قاعدة أمريكي، ولد في 9 أكتوبر 1951 في ليكسينغتون في الولايات المتحدة.

## وصلات خارجية
- ديريك براينت على موقعبيزبول رفرنس.كوم (الدوري الرئيسي) (الإنجليزية)
- ديريك براينت على موقعبيزبول رفرنس.كوم (الدوري الثانوي) (الإنجليزية)